# Brécy (Aisne)
Brécy è un comune francese di 355 abitanti situato nel dipartimento dell'Aisne della regione dell'Alta Francia.

## Società

### Evoluzione demografica
Abitanti censiti